# 埃爾卡德鎮區 (堪薩斯州洛根縣)
埃爾卡德鎮區（英語：Elkader Township）為美國堪薩斯州洛根縣轄下的鎮區。2010年美国人口普查中此鎮區人口有8人。

## 地理
埃爾卡德鎮區涵蓋總面積為278.5平方（107.52平方英里），其中陸地面積為278.4平方（107.51平方英里），水域面積為0.026平方（0.01平方英里）或0.01%。

## 人口統計
根據2010年美國人口普查，埃爾卡德鎮區人口有8人，其中男性有5人，女性有3人，人口密度為每平方公里0.03人，住房計8戶。鎮區內的白人有8人，非裔美國人有0人，美洲原住民有0人，亞裔美國人有0人，太平洋島裔美國人有0人，其他種族有0人，混血種族則有0人。此外鎮區內有0人為西班牙裔或拉丁裔美國人。此鎮區之年齡中位數為48.0歲，而男性年齡中位數為47.5歲，女性年齡中位數為48.5歲。

## 交通

### 主要公路
- 83號美國國道